# Joseph (téléfilm, 2005)
Pour les articles homonymes, voir Joseph.
Pour plus de détails, voir Fiche technique et Distribution.
Joseph est un téléfilm français réalisé par Marc Angelo et diffusé le 2 janvier 2006 sur TF1. Il est l'adaptation du roman La Horse de Michel Lambesc.

## Synopsis
Joseph Maroyeur, un viticulteur, vient de perdre sa femme. Il annonce à sa famille son intention de vendre son domaine. Peu de temps après, un de ses amis trouve deux valises remplies d'héroïne. Il comprend que son petit-fils, Léonard, est impliqué dans un trafic de drogue. 

## Fiche technique
- Titre : Joseph
- Réalisateur : Marc Angelo
- Scénariste : Philippe Setbon, d'après La Horse de Michel Lambesc
- Producteur : Jean-Pierre Guérin
- Musique du film : Christophe La Pinta
- Directeur de la photographie : Dominique Bouilleret
- Montage : Yves Charoy
- Distribution des rôles : Mamade
- Décorateur de plateau : Bertrand L'Herminier
- Création des costumes : Sophie Dussaud
- Sociétés de production : GMT Productions et TF1
- Société de distribution :
- Format : 1,78:1 - Dolby Digital
- Pays d'origine : France
- Genre : Film dramatique
- Durée : 91 minutes
- Date de diffusion : 2 janvier 2006 sur TF1

## Distribution
- Pierre Mondy : Joseph Maroyeur
- Cyril Descours : Léonard
- Micky Sébastian : Claire
- Renaud Marx : François
- Audrey Lunati : Sophie
- José Fidalgo : Arkadi
- Alix Sarrouy : Jacky
- Milton Lopes : Toine
- Jo Prestia : Rafael
- Georges Claisse : Leenhardt
- José Wallenstein : Fleischer
- André Gago : Paul Tramond
- Suzana Borges : La juge
- Paulo Matos et José Neto : acheteurs
- Michel : Commandant gendarmerie
- Carlos Curto et Nuno Vinagre : Hommes
- Jorge Sequerra : Chauffeur Leenhardt
- Rui Mendes : Le docteur
- Marc Angelo : Le journaliste
- Jorge Costa : Père Raymond
- Teresa Mónica : Ouvrière
- Francisco Brás : Ouvrier
- John Wolf : Serveur Grand Hôtel
- Joana Loureiro : Lady

## Origine et tournage
Le scénariste Philippe Setbon avait été sollicité, à la suite du succès de la série Fabio Montale, pour écrire un remake du film de Jules Dassin, Du rififi chez les hommes. Trouvant qu'une adaptation serait trop difficile, Setbon proposa de réadapter le roman La Horse, déjà été adapté au cinéma, sous ce titre, par Pierre Granier-Deferre, en 1970, avec Jean Gabin. Le téléfilm est cependant davantage centré sur l'évolution de la relation entre le grand-père et le petit-fils,.
Pierre Mondy, qui joue un rôle de personnage plus dur qu'à son habitude, a été choisi pour incarner le grand-père par le réalisateur Marc Angelo. Dans ses mémoires, Mondy estime que c'est son meilleur rôle. 
Le téléfilm a été tourné au Portugal.

## Audience
Le téléfilm a rassemblé 10,7 millions de téléspectateurs en France, soit 42,3 % de part de marché.  Il arrive en 24e position des meilleures audiences françaises pour l'année 2006.